# Antuone Torbert
Antuone Torbert (* 1981 oder 1982 in Youngstown, Ohio) ist ein US-amerikanischer Schauspieler und Bodybuilder.

## Leben
Torbert wuchs mit einem Bruder in Youngstown als Sohn einer alleinerziehenden Mutter auf. Er ist Absolvent der Fitch High School und besuchte anschließend das Pittsburgh Technical Institute und studierte dort Reisen und Tourismus. Er erhielt eine Zertifizierung als Zielgebietsspezialist. Während dieser Zeit war er als Amateurboxer, Hip-Hop-Tänzer, Bodybuilder und Gewichtheber tätig. 2013 zog er im Alter von 31 Jahren nach Hollywood, um sich dem Schauspiel zu widmen. 2014 wirkte er im Musikvideo zum Lied The Future Soon Becomes the Past der Sängerin Christiana D'Amore mit. Danach folgten Rollen in Low-Budget-Filmen. 2020 übernahm er in Dragon Soldiers mit der Rolle des Julius Green eine der Hauptrollen im Film. Für seine Rolle als Blackhawk in Jurassic Hunt aus dem Jahr 2021 erlernte er einen afrikanischen Dialekt. Seit 2022 stellt er die Rolle des US-amerikanischen Wrestlers, Bodybuilders und Powerlifters Tony Atlas in der von der NBC produzierten Fernsehserie Young Rock, die Lebensgeschichte von Dwayne Johnson, dar.
Er lebt in Pittsburgh, Pennsylvania.

## Filmografie (Auswahl)
- 2015: The Pound Hole (Kurzfilm)
- 2016: Karate Kill
- 2016: Insecure (Fernsehserie, Episode 1x01)
- 2017: Who Shot Biggie & Tupac? (Fernsehdokumentation)
- 2017: My Daddy's in Heaven
- 2018: Jurassic Expedition
- 2018: Writer Block (Fernsehfilm)
- 2019: Soul Hunters
- 2019: Gritty (Kurzfilm)
- 2019: Blader (Miniserie, 3 Episoden)
- 2020: Dragon Soldiers
- 2021: Escape to the Cove
- 2021: Jurassic Hunt
- seit 2022: Young Rock (Fernsehserie)